# Ситников, Илларион Прокофьевич
Илларион Прокофьевич Ситников — советский хозяйственный, государственный и политический деятель, Герой Социалистического Труда.

## Биография
Родился в 1918 году в Воронежской области. Член КПСС.
С 1934 года — на хозяйственной, общественной и политической работе. В 1934—1978 гг. — слесарь депо, помощник машиниста, машинист паровоза, машинист электровоза локомотивного депо Киев-Пассажирский Юго-Западной железной дороги.
Указом Президиума Верховного Совета СССР от 4 мая 1971 года присвоено звание Героя Социалистического Труда с вручением ордена Ленина и золотой медали «Серп и Молот».
Делегат XXV съезда КПСС.
Умер в Киеве в 2003 году.